# Jesar
Jesar fou un petit estat tributari protegit de l'Índia, al Pandu Mehwas, a l'agència de Rewa Kantha, presidència de Bombai amb una superfície de 7 km² i 4 tributaris separats. Els ingressos estimats eren de 40 lliures i pagaven un tribut de 15 lliures al Gaikwar de Baroda.
La capital era Jesar, avui un poble del districte de Bhavnagar, Gujarat. El 2006 es va establir a les muntanyes properes a Jesar (boscos de Bhavnagar-Amreli) una zona protegida per un centenar de lleons de Gir; el santuari de Gir que allotjava a un 359 lleons (i 900 panteres) havia patit en quatre anys la mort d'almenys un centenar d'exemplars; la zona mesura uns 100 km² al costat de Mitiala on s'havia creat un santuari el 2004 per descongestionar el de Gir, i en el que hi viuen uns 50 lleons.